# Wadi Ziz
Wadi Ziz (arab. ‏وادي زيز‎, także: ‏نهر زيز‎ = Nahr Ziz, fr. Oued Ziz) – rzeka w południowo-wschodnim Maroku i zachodniej Algierii, wypływa w Atlasie Średnim i kieruje się ku algierskiej Saharze. Nad brzegami Wadi Ziz położone jest miasto Ar-Raszidija, a także ksary Arfud i Ar-Risani w obszarze oazy Tafilalt. Dawniej w dolinie Wadi Ziz istniał także ksar Sidżilmasa.